# Château de la Tuilerie
Château de la Tuilerie byl zámek na území Paříže v 16. obvodu. Byl postaven v roce 1782 a zbořen roku 1927. Dnešní Place Rodin se rozkládá v prostoru bývalého zámeckého parku.

## Historie
Cihelna (fr. tuilerie) využívající zdejší hlínu existovala v Auteuil už v roce 1248, ležela jižně od Rue des Tombereaux. Tato ulice pojmenovaná podle vozků přepravujících hlínu do cihlářských dílen tvořila hranici mezi farnostmi a tehdejšími obcemi Auteuil a Passy před jejich připojením k městu Paříž v roce 1860. Rue des Tombereaux je dnešní Rue de l'Assomption. Na druhé straně ulice se rozkládalo panství Passy a park zámku Boulainvilliers.
František I. nechal postavit lovecký zámeček na panství Tuilerie. Jeho 5hektarový park se rozkládal mezi dnešní Avenue Mozart na rohu s Avenue Adrien-Hébrard na severozápadě, dnešní Rue du Fontaine na východě (tehdy se nazývala Rue de la Tuilerie) a Rue des Tombereaux na severu. Podle map z poloviny 18. století bylo panství oplocené.
V roce 1782 zde markýz Jean-Frédéric de La Tour du Pin Gouvernet nechal postavit izolovaný zámek skrytý mezi stromy, kterému se proto přezdívalo Neviditelný zámek (Château Invisible). Markýz, generálporučík království a poté ministr války Ludvíka XVI. zde žil až do svého zatčení v roce 1792.
Sídlilo zde několik významných osobností jako Charles Maurice de Talleyrand-Périgord a poté Adolphe Thiers, který tam předsedal schůzím během svého období opozice vůči vládě Ludvíka Filipa.
Pan Demion, majitel zámku kolem roku 1850, zde postavil věž a poté prodal část parku podél Rue La Fontaine. Na tomto pásu země byly na přelomu 19. a 20. století vybudovány budovy, včetně Castelu Béranger.
Panství získal v roce 1855 ženský řád Nanebevzetí Panny Marie a jeptišky v zámku zřídily internátní školu pro mladé dívky. Klášter v novogotickém slohu otevřený v roce 1857 postavil vedle zámku architekt Aymar Pierre Verdier. Řádové sestry byly vypuzeny v roce 1906 zákonem o kongregacích. Zámek a klášter nacházející se v prostoru Place Rodin a Jardin Christiane-Desroches-Noblecourt byly strženy v roce 1927 a většina parku byla po roce 1928 rozdělena pro výstavbu čtvrti, která se rozprostírá kolem Place Rodin.
Čtvrť postavená na bývalém panství Tuilerie zahrnuje luxusní budovy a sídla ve stylu art deco, Ludvíka XVI. nebo architektury 50. let 20. století. Řádové sestry se navrátily v roce 1953 a založily mateřský dům v budově, která zůstala na adrese 17, Rue de l'Assomption. Jeho zahrada sahá až k Avenue du Recteur-Poincaré. V roce 1961 zde architekt Noël Le Maresquier postavil kapli zasvěcenou Nanebevzetí Panny Marie.